# Новичок (фильм, 2025)
«Новичок» (англ. The Amateur) — художественный фильм режиссёра Джеймса Хоуза по сценарию Гэри Спинелли. Продюсеры Дэн Уилсон и Хатч Паркер. Дистрибьютером стала студия 20th Century Studios. Главные роли в фильме исполнили Рами Малек, Рэйчел Броснахан, Катрина Балф, Лоуренс Фишберн и Джулианна Николсон. 
Ремейк фильма «Дилетант» (1981).
Мировая премьера фильма состоялась 11 апреля 2025 года. Фильм получил смешанные отзывы кинокритиков.

## Сюжет
Криптограф ЦРУ теряет свою жену во время террористического акта в Лондоне. Он понимает, что его боссы не будут действовать из-за противоречивых внутренних приоритетов, и начинает шантажировать агентство, чтобы оно обучило его и позволило ему самому найти виновных.

## В ролях
- Рами Малек — Чарльз Хеллер
- Адриан Мартинес — Карлос
- Джон Бернтал — Медведь
- Рэйчел Броснахан — Сара Хеллер
- Катрина Балф — Инквилин
- Лоуренс Фишберн — Роберт Хендерсон
- Холт Маккэллани — заместитель директора ЦРУ Мур
- Джулианна Николсон — Саманта О'Брайан
- Дэнни Сапани — Калеб Горовитц

## Производство
В феврале 2023 года стало известно, что Хатч Паркер и Дэн Уилсон выступят продюсерами будущего фильма для кинокомпании 20th Century Studios. Режиссёром фильма стал Джеймс Хоус, а Рами Малек исполнит главную роль. Малек также станет одним из исполнительных продюсеров проекта.
В мае 2023 года к актёрскому составу фильма присоединились Адриан Мартинес, Рэйчел Броснахан, Катрина Балф, Лоренс Фишберн, Холт Маккэллани и Джулианна Николсон. Позднее Такэхиро Хира также присоединился к актёрскому составу.
Съёмки начались в Лондоне в июне 2023 года и должны были проходить на юго-востоке Англии, а также во Франции и Турции, но в июле съёмки были приостановлены из-за забастовки SAG-AFTRA 2023 года.

## Отзывы и оценки
Дэвид Эрлих в рецензии для IndieWire назвал фильм «агрессивно компетентным шпионским триллером». Оуэн Глейберман из Variety написал: «Фильм неплохо сделан (он никогда не бывает менее чем смотрибельным), но в его блендер напихали много целлюлозы». Брайан Таллерико в рецензии для RogerEbert.com оценил фильм на 1,5 балла из 4. Он пишет: «Основная проблема такого фильма заключается в том, что отсутствие индивидуальности заставляет зрителя рассматривать сюжет, который является полной ерундой. Приостановить неверие гораздо проще, когда фильм даёт вам что-то ещё, за что можно ухватиться, но в данном случае этого не происходит, и зрители остаются наедине с поверхностными персонажами и нелепым сюжетом».